# 伊藤竜馬
伊藤 竜馬（いとう たつま、1988年5月18日 - ）は、三重県員弁郡北勢町（現いなべ市）出身の元男子プロテニス選手。北日本物産所属。身長180cm。右利き、バックハンド・ストロークは両手打ち。ATPランキング自己最高位はシングルス60位、ダブルス312位。

## 選手経歴

### ジュニア時代
9歳からテニスを始め、全日本ジュニアテニス選手権12歳以下シングルスベスト4、全国中学生ジュニアシングルスで準優勝の成績を挙げるなど、早くから有望ジュニアの一人として知られていた。高校はテニスの強豪高として知られる長尾谷高等学校に進学。在学中にはトヨタジュニアシングルス、ジャパン・オープン・テニス選手権ジュニア部門シングルスなどで優勝。全日本ジュニアテニス選手権18歳以下シングルス、全国高等学校総合体育大会テニス競技大会シングルス、世界スーパージュニアテニス選手権大会ダブルスでそれぞれ準優勝を挙げるなど国内トップレベルのジュニアに成長。在学中の2006年にプロ転向。

### 2007年 フューチャーズ初優勝
2007年には早くもツアー下部大会のフューチャーズ大会シングルス優勝、第8シードで出場した全日本テニス選手権シングルス部門でも前年度シングルス部門優勝者である岩渕聡を6-7(6), 6-2, 7-5の逆転で下すなどの活躍でベスト4進出の成績を残した。

### 2008年 ATPツアー参戦
2008年は更なる躍進の年となり、フューチャーズ4大会で優勝。9月のジャパン・オープン・テニス選手権で主催者推薦でATPツアー大会本戦初出場。第4シードで出場した全日本テニス選手権ではシングルス部門準決勝で守屋宏紀を6-4, 6-4のストレートで下し決勝進出。決勝で今大会第一シードの添田豪と対戦。7-6(2), 3-6, 4-6のスコアで惜敗するも準優勝の成績を残す。今大会ではダブルス部門においても同じミキプルーンの權伍喜と組んで出場。こちらも準優勝となった。以上の活躍によりランキングも年初の511位から年末には313位まで大きく上昇させた。

### 2009年 チャレンジャー初の決勝進出
2009年も全日本室内テニス選手権で準決勝進出の成績を残すなど好調さを維持しており、同年4月にはランキングも200位台に上昇。6月にはウィンブルドン選手権の前哨戦として知られるエイゴン国際予選に出場。予選決勝で当時ATPシングルスランク96位のヴィンセント・スペーディアを 6-7(3), 7-5, 6-3のフルセットで下し、初の自力でのATPツアー大会本戦出場を果たす。11月にはダンロップ・チャレンジャーで初めてチャレンジャー大会の決勝に進出。決勝ではウラジミール・イグナティクに6-7(7), 6-7(3)のストレートで敗れ準優勝となったが、これらの活躍により年度末シングルスランクも年初の314位から210位に上昇。自身初の日本人選手トップに立った。

### 2010年 チャレンジャー初優勝
広州アジア大会では男子シングルスと団体で銅メダルを獲得した。

### 2011年 グランドスラム初出場
4大大会は全米オープンで初出場。1回戦で第25シードのフェリシアーノ・ロペスに2-6, 4-6, 4-6で敗れた。楽天ジャパン・オープンでは1回戦でドゥディ・セラに6-4, 3-6, 6-3で勝利した。2回戦でバーナード・トミックに7-6(4), 1-6, 5-7で敗れた。

### 2012年 トップ100入り
全豪オープンでは1回戦はポティート・スタラーチェに6-3, 4-6, 6-3, 6-4で4大大会初勝利。その後3月の全日本室内テニス選手権で優勝し3月19日付の世界ランキングでトップ100入り、更に5月のプサン・オープン・チャレンジャーでも優勝している。全仏オープンでは1回戦で第4シードのアンディ・マリーに1-6, 5-7, 0-6で敗れた。6月のユニセフ・オープンでは2回戦でユルゲン・メルツァーを6-2, 6-2で破り自身初のツアーベスト8に進出した。
6月26日、ロンドンオリンピックへの出場が決定。このオリンピックには錦織圭と添田豪の出場も決まっており、日本男子選手が3人同時に出場するのは1924年パリオリンピック以来88年ぶりとなった。シングルス1回戦でミロシュ・ラオニッチと対戦し、3-6, 4-6で敗退した。
10月の楽天ジャパン・オープンの1回戦で世界ランク12位のニコラス・アルマグロに対し、7-6, 7-6のストレート勝ちを収めた。10月22日付のランキングで自己最高の60位を記録した。

### 2013年 全日本テニス選手権初優勝
全日本テニス選手権決勝で西岡良仁を6-3, 6-3で破り大会8度目の出場で初優勝を果たした。楽天ジャパン・オープンでは1回戦でフェリシアーノ・ロペスに6-4, 5-7, 3-6で敗れた。

### 2014年 対世界ランクトップ10初勝利
2014年8月、全米オープン1回戦で世界ランク51位のスティーブ・ジョンソンと対戦し、相手の途中棄権により同大会初勝利をあげた。2回戦はフェリシアーノ・ロペスに敗れた。9月の楽天ジャパン・オープンでは、1回戦で第1シード・世界ランク4位のスタン・ワウリンカを7-5, 6-2のストレートで降した。2回戦ではベンヤミン・ベッカーに3-6, 3-6で敗れた。

### 2015年 ATPツアーベスト8
全豪オープンでは1回戦で第32シードのマルティン・クリザンに、全仏オープン1回戦で第28シードのファビオ・フォニーニに、ウィンブルドン選手権では予選2回戦で守屋宏紀に敗れた。その後のテニス殿堂選手権では1回戦でノア・ルービンに2回戦で第7シードのスティーブ・ジョンソンに勝利し準々決勝進出。準々決勝ではジョン＝パトリック・スミスに敗れた。その2週後のコロンビア・オープンでは1回戦でマシュー・エブデンに、2回戦でアレハンドロ・ゴメスに勝利し、2大会連続のベスト8進出。準々決勝では第2シードのバーナード・トミックに敗れた。

### 2016年 マスターズ初勝利
全豪オープンでは予選を突破し、2年連続本戦出場。1回戦でラデク・ステパネクに4-6, 3-6, 7-6(5), 2-6で敗れた。2月のデルレイビーチ・オープンで予選を通過し、本戦出場を果たすと、1回戦でデニス・ノビコフに勝利し、今季初勝利を挙げる。マイアミ・オープンでは予選を通過し、本戦では1回戦でニコラ・マユに勝利し、マスターズ1000初勝利を飾る。

### 2020年 グランドスラム2回戦進出
全豪オープンでは1回戦でプラジュネシュ・グネスワランを6-4, 6-2, 7-5のストレートで破り、2014年以来、約6年ぶりにグランドスラムで初戦を突破した。2回戦で第2シードのノバク・ジョコビッチに1-6, 4-6, 2-6のストレートで敗れた。年間最終ランキングは186位。

### 2024年 引退
3月4日には世界ランキング634位となっていた。望月慎太郎のコーチも務めながら選手活動もしていたが、4月1日、今季を最後に現役引退を表明した。最後の目標として2013年と2018年に2度の優勝経験がある三菱電機ビルソリューションズ 全日本テニス選手権で上位に進出することを掲げて、トレーニングに励んでいた。そして迎えた「三菱電機ビルソリューションズ 全日本テニス選手権 99th」ではベスト4進出。準決勝では第3シードの磯村志に1-6, 2-6のストレートで敗れるとともに、現役生活最後の試合を終えた。

## 成績

### 4大大会シングルス
略語の説明
| W | F | SF | QF | #R | RR | Q# | LQ | A | Z# | PO | G | S | B | NMS | P | NH |

W=優勝, F=準優勝, SF=ベスト4, QF=ベスト8, #R=#回戦敗退, RR=ラウンドロビン敗退, Q#=予選#回戦敗退, LQ=予選敗退, A=大会不参加, Z#=デビスカップ/BJKカップ地域ゾーン, PO=デビスカップ/BJKカッププレーオフ, G=オリンピック金メダル, S=オリンピック銀メダル, B=オリンピック銅メダル, NMS=マスターズシリーズから降格, P=開催延期, NH=開催なし.
| 大会           | 2009 | 2010 | 2011 | 2012 | 2013 | 2014 | 2015 | 2016 | 2017 | 2018 | 2019 | 2020 | 2021 | 通算成績 |
| -------------- | ---- | ---- | ---- | ---- | ---- | ---- | ---- | ---- | ---- | ---- | ---- | ---- | ---- | -------- |
| 全豪オープン   | LQ   | LQ   | LQ   | 2R   | 2R   | LQ   | 1R   | 1R   | LQ   | LQ   | 1R   | 2R   | LQ   | 3–6      |
| 全仏オープン   | A    | A    | LQ   | 1R   | LQ   | LQ   | 1R   | LQ   | LQ   | A    | LQ   | LQ   | LQ   | 0–2      |
| ウィンブルドン | A    | LQ   | LQ   | 1R   | LQ   | 1R   | LQ   | A    | LQ   | LQ   | LQ   | NH   | LQ   | 0–2      |
| 全米オープン   | LQ   | LQ   | 1R   | 1R   | LQ   | 2R   | LQ   | A    | LQ   | LQ   | LQ   | A    | LQ   | 1–3      |

### 大会最高成績
| 大会                 | 成績 | 年       |
| -------------------- | ---- | -------- |
| ATPファイナルズ      | A    | 出場なし |
| インディアンウェルズ | 1R   | 2013     |
| マイアミ             | 2R   | 2016     |
| モンテカルロ         | Q1   | 2014     |
| マドリード           | A    | 出場なし |
| ローマ               | A    | 出場なし |
| カナダ               | A    | 出場なし |
| シンシナティ         | Q1   | 2014     |
| 上海                 | 1R   | 2013     |
| パリ                 | A    | 出場なし |
| オリンピック         | 1R   | 2012     |
| デビスカップ         | QF   | 2014     |

## ATPチャレンジャーツアー・ITFワールドテニスツアー決勝

### シングルス
| ATPチャレンジャー (6-12) |

| 結果   | No. | 年月日         | 大会           | サーフェス        | 対戦相手                       | 試合結果           |
| ------ | --- | -------------- | -------------- | ----------------- | ------------------------------ | ------------------ |
| 準優勝 | 1.  | 2009年11月29日 | 豊田           | カーペット (室内) | ウラジミール・イグナティク     | 6–7(7–9), 6–7(3–7) |
| 優勝   | 1.  | 2010年8月15日  | ブラジリア     | ハード            | イザク・ファン・デル・メルウェ | 6–4, 6–4           |
| 優勝   | 2.  | 2010年11月28日 | 豊田           | カーペット (室内) | 杉田祐一                       | 6–4, 6–2           |
| 優勝   | 3.  | 2011年4月10日  | レシフェ       | ハード            | チアゴ・フェルナンデス         | w/o                |
| 準優勝 | 2.  | 2011年5月15日  | 釜山           | ハード            | ドゥディ・セラ                 | 2–6, 7–6(7–5), 3–6 |
| 優勝   | 4.  | 2011年11月27日 | 豊田           | カーペット (室内) | ゼバスティアン・リーシック     | 6–4, 6–2           |
| 優勝   | 5.  | 2012年3月11日  | 京都           | カーペット (室内) | マレク・ジャジリ               | 6–7(5–7), 6–1, 6–2 |
| 準優勝 | 3.  | 2012年4月29日  | 高雄           | ハード            | 添田豪                         | 3–6, 0–6           |
| 優勝   | 6.  | 2012年5月13日  | 釜山           | ハード            | ジョン・ミルマン               | 6–4, 6–3           |
| 準優勝 | 4.  | 2013年10月27日 | メルボルン     | ハード            | マシュー・エブデン             | 3-6, 7-5, 3-6      |
| 準優勝 | 5.  | 2014年2月9日   | アデレード     | ハード            | ブラッドリー・クラーン         | 3-6, 6-7(9-11)     |
| 準優勝 | 6.  | 2014年3月9日   | 京都           | ハード (室内)     | マルティン・フィッシャー       | 6-3, 5-7, 4-6      |
| 準優勝 | 7.  | 2014年5月11日  | 金泉           | ハード            | ジル・ミュラー                 | 6-7(5-7), 7-5, 4-6 |
| 準優勝 | 8.  | 2014年9月14日  | イスタンブール | ハード            | アドリアン・マナリノ           | 0-6, 0-2 途中棄権  |
| 準優勝 | 9.  | 2014年11月23日 | 豊田           | カーペット (室内) | 添田豪                         | 4-6, 5-7           |
| 準優勝 | 10. | 2015年2月1日   | 香港           | ハード            | カイル・エドマンド             | 1-6, 2-6           |
| 準優勝 | 11. | 2016年11月20日 | 豊田           | カーペット (室内) | ジェームズ・ダックワース       | 5-7, 6-4, 1-6      |
| 準優勝 | 12. | 2017年4月23日  | 台北           | カーペット (室内) | ルー・イェンスン               | 1-6, 6-7(4-7)      |

※2017年全仏オープン終了時点

### ダブルス
| ATPチャレンジャー (0–1) |

| 結果   | No. | 年月日        | 大会 | サーフェス        | パートナー | 対戦相手                                            | 試合結果                   |
| ------ | --- | ------------- | ---- | ----------------- | ---------- | --------------------------------------------------- | -------------------------- |
| 準優勝 | 1.  | 2009年3月14日 | 京都 | カーペット (室内) | 鈴木貴男   | アイサム＝ウル＝ハク・クレシ マルティン・スラーナル | 7–6(9–7), 6–7(3–7), [6–10] |

## 対世界ランクトップ10勝利
| 対戦相手           | ランク | 大会                       | サーフェス | ラウンド | スコア   |
| ------------------ | ------ | -------------------------- | ---------- | -------- | -------- |
| スタン・ワウリンカ | 4      | 2014年楽天ジャパンオープン | ハード     | 1回戦    | 7-5, 6-2 |

## デビスカップ
| 年     | ステージ                     | オーダー            | 対戦国         | 対戦相手                                    | スコア                       |
| ------ | ---------------------------- | ------------------- | -------------- | ------------------------------------------- | ---------------------------- |
| 2011年 | アジア・オセアニア1部・2回戦 | シングルス1         | ウズベキスタン | ムラド・イノヤトフ                          | 4-6, 4-6, 4-6                |
| 2011年 | ワールドグループ・プレーオフ | ダブルス (杉田祐一) | インド         | マヘシュ・ブパシ ロハン・ボパンナ           | 5-7, 6-3, 3-6, 6-7(4-7)      |
| 2012年 | ワールドグループ・1回戦      | ダブルス (杉田祐一) | クロアチア     | イワン・ドディグ イボ・カルロビッチ         | 4-6, 4-6, 6-3, 3-6           |
| 2013年 | アジア・オセアニア1部・1回戦 | シングルス1         | インドネシア   | クリストファー・ルンカット                  | 6-2, 6-2, 6-4                |
| 2013年 | アジア・オセアニア1部・1回戦 | ダブルス (内山靖崇) | インドネシア   | クリストファー・ルンカット エルバート・シー | 6-4, 5-7, 2-6, 7-5, 6-2      |
| 2013年 | アジア・オセアニア1部・2回戦 | シングルス1         | 韓国           | チョン・ソキョン                            | 6-1, 6-4, 6-4                |
| 2013年 | アジア・オセアニア1部・2回戦 | シングルス5         | 韓国           | チョ・ミンヒョク                            | 6-3, 6-3, 6-0                |
| 2014年 | ワールドグループ・準々決勝   | シングルス1         | チェコ         | ラデク・ステパネク                          | 7-6(7-5), 6-7(5-7), 1-6, 5-7 |
| 2014年 | ワールドグループ・準々決勝   | ダブルス (内山靖崇) | チェコ         | ラデク・ステパネク ルカシュ・ロソル         | 4-6, 4-6, 4-6                |
| 2015年 | ワールドグループ・1回戦      | シングルス1         | カナダ         | ミロシュ・ラオニッチ                        | 6-2, 6-1, 6-2                |